# Michelle van Tongerloo
Michelle van Tongerloo (1983) is een Nederlands huisarts, straatarts, auteur en columnist. Ze is vooral bekend om haar werk met kwetsbare groepen in Rotterdam en haar kritische beschouwingen over het Nederlandse zorgsysteem.

## Biografie
Van Tongerloo groeide op in een omgeving waar ze de contrasten tussen armoede en rijkdom van dichtbij meemaakte. Deze ervaringen vormden haar motivatie om zich in te zetten voor mensen die buiten de boot dreigen te vallen. Ze studeerde geneeskunde aan de Radboud Universiteit in Nijmegen en behaalde haar artsendiploma in 2012. Sinds 2015 werkt ze als huisarts in Rotterdam-Zuid, een wijk met aanzienlijke sociaaleconomische uitdagingen. Daarnaast is ze sinds 2017 actief als straatarts bij de Pauluskerk in Rotterdam, waar ze medische zorg biedt aan dak- en thuislozen, verslaafden en mensen zonder geldige verblijfspapieren.

## Werk en activisme
In haar werk als arts signaleert Van Tongerloo maatschappelijke misstanden en bureaucratische obstakels binnen de gezondheidszorg. Ze pleit voor een mensgerichte benadering en benadrukt het belang van professionele nabijheid in plaats van afstand. Haar observaties en ervaringen deelt ze in columns en essays voor onder andere De Correspondent, LINDA. en Medisch Contact.
In 2020 bracht ze anderhalf jaar door op Sint-Eustatius, een ervaring die haar inzichten in gemeenschapszorg en de impact van sociale structuren op gezondheid verder verdiepten.

## Stichting Lekker Geven
Van Tongerloo richtte de stichting Lekker Geven op, een informeel ondersteuningsnetwerk dat particuliere donaties inzet om haar patiënten te helpen die buiten het reguliere zorgsysteem vallen. De stichting was eerst bedoeld om enkel haar patiënten te ondersteunen maar groeide snel. Inmiddels ontvangt de stichting maandelijks rond de honderd hulpverzoeken van verschillende organisaties in en rondom Rotterdam, ondersteunt de stichting diverse sociale initiatieven in Rotterdam en bieden zij huisvesting aan dakloze mensen.

## Publicaties
In december 2024 verscheen haar boek Komt een land bij de dokter, waarin ze schrijnende verhalen uit haar spreekkamer deelt en het falen van het Nederlandse zorgsysteem aan de kaak stelt.
Het boek werd positief ontvangen door onafhankelijke media. De Boekenkrant prees het werk als een combinatie van persoonlijke ervaringen en scherpe maatschappelijke analyse. Managementboek.nl beschreef het als een krachtig pleidooi voor een mensgerichtere zorgpraktijk. Volgens Voertaal.nu biedt het boek een uitzonderlijke inkijk in de sociale gevolgen van het huidige beleid. Op lezersplatforms zoals Goodreads en Hebban wordt het boek eveneens positief beoordeeld, met een gemiddelde score van respectievelijk 4,4 sterren.

## Erkenning
Van Tongerloo's werk heeft brede erkenning gekregen. Ze werd genomineerd voor diverse prijzen en trad op in programma's zoals Buitenhof, waar ze sprak over de tekortkomingen in de gezondheidszorg.

## Overige activiteiten
Onder de naam Michelle Aimée is Van Tongerloo ook actief als fotograaf. In haar werk, dat zich richt op kwetsbare jongeren, combineert ze documentaire en theatrale elementen. Haar foto's waren te zien op kunstbeurzen zoals Scope Art Basel, KunstRAI en Contemporary Istanbul, en werden gepubliceerd in onder meer Vice, Vogue Italia en VPRO Gids. Daarnaast werkt ze in opdracht voor culturele en maatschappelijke organisaties en geeft ze gastlessen aan de Willem de Kooning Academie.